# 巴拉圭战争
巴拉圭战争，又称三聯之戰，是1864年至1870年间，巴拉圭与三国同盟（阿根廷、巴西帝国和乌拉圭）之间的一场在南美洲的战争。这是拉丁美洲历史上最致命、最血腥的国家间战争，此战役对巴拉圭的打击尤其严重，造成巴拉圭的人口遭受了灾难性的损失（具体数字有争议，真实的死亡率可能永远无法得知），也使巴拉圭被迫放弃与阿根廷和巴西之间存在争议的领土。
这场战争始于1864年末，起因是乌拉圭战争导致巴拉圭和巴西之间的冲突。1865年，阿根廷和乌拉圭加入了对巴拉圭的战争，这场战争后来被称为“三国同盟战争”。
战争以巴拉圭的彻底失败而告终。巴拉圭在常规战争中失败后，进行了旷日持久的游击抵抗，这是一项灾难性的战略，导致巴拉圭军队和许多平民在战争伤亡、饥饿和疾病中遭到进一步的打击。游击战持续了14个月，直到1870年3月1日，弗朗西斯科·索拉诺·洛佩斯总统在赛罗考拉战役中被巴西军队杀死。阿根廷和巴西军队占领巴拉圭直到1876年。据估计，巴拉圭的总损失在2.1万到20万人之间。巴拉圭花了几十年的时间才从混乱和人口损失中恢复过来。

## 背景
巴拉圭自1811年独立后，弗朗西亚对内实行独裁统治，对外实行闭关锁国，以这种方式保证了巴拉圭的独立，但也严重束缚了国家的发展。此后的老洛佩斯总统虽然在政治上独裁，但注重发展对外贸易，引进外资，聘请欧洲的技术人员，兴建了铁路、船厂、钢铁厂、学校、架设了电报、出版了报纸等，经过50余年的经营，使巴拉圭逐渐从一个贫瘠的国家迅速崛起成为拉美比较先进的现代化强国。1862年老洛佩斯去世，他的儿子小洛佩斯继任总统，小洛佩斯在此之前就已经担任了巴拉圭军队的总司令和国防部长，他从欧洲采购了包括机关枪、加农炮在内的大量新式武器，使得巴拉圭军队成为拉美比较现代化的部队。由于巴拉圭是内陆国家，其对外贸易通过巴拉圭河经巴拉那河再经拉普拉塔河出海，小洛佩斯有成为“南美拿破仑”的野心，而其邻国巴西、阿根廷同样也对巴拉圭具有领土野心。

### 领土争端

1864年的拉普拉塔平原。阴影部分是有争议的领土。

自从19世纪早期巴西从葡萄牙和西班牙独立以来，巴西帝国和南美的西班牙-美洲国家一直为领土争端所困扰。该地区所有国家都与多个邻国存在挥之不去的边界冲突。大多数国家对同一领土有重叠的主张。这些问题都是从他们以前的宗主国遗留下来的问题，这些殖民母国尽管作了几次努力，但从未能令人满意地解决这些问题。葡萄牙和西班牙于1494年签署了《托尔德西利亚斯条约》，但在接下来的几个世纪里，随着这两个殖民大国在南美洲和其他地方扩张边境，条约被证明是无效的。过时的边界线并不代表葡萄牙人和西班牙人对土地的实际占领。
到18世纪初，《托尔德西拉条约》被认为几乎毫无用处，双方都清楚，必须根据现实可行的边界来制定新的条约。1750年，《马德里条约》将葡萄牙和西班牙在南美洲的部分地区分隔开来，其分界线基本上与现在的边界一致。葡萄牙和西班牙对结果都不满意，在接下来的几十年里，两国签署了新的条约，有的建立了新的领土，有的废除了。两国签署的最后协议《巴达约斯条约》（1801年）重申了先前的《圣伊尔德丰索条约》（1777年）的有效性，该条约源于较早的《马德里条约》。
19世纪10年代初，拉普拉塔河总督权的瓦解导致阿根廷、巴拉圭、玻利维亚和乌拉圭的崛起，使领土争端进一步恶化。历史学家佩勒姆·霍顿·博克斯写道：“西班牙帝国不仅把自己与葡属巴西的边界争端遗留给了获得解放的西属美洲，而且还遗留了一些问题，这些问题涉及到西班牙自己的总督、将军、高等法院和各省的确切边界，但这些并没有使西班牙感到不安。”一旦这些拉美国家获得独立，阿根廷、巴拉圭和玻利维亚就会为那些几乎无人知晓的土地而争吵。这些土地要么是人口稀少，要么是只有土著部落定居，他们对任何党派都不响应。在巴拉圭和她的邻国巴西之间，问题是如何界定阿帕河和布兰科河是否应该代表它们的实际边界，这是一个长期存在的问题，在18世纪晚期曾使西班牙和葡萄牙感到烦恼和困惑。这两条河流之间的地区只有一些土著部落居住，他们在这一地区游荡，攻击更靠近巴西和巴拉圭的定居点。

### 战前的政治形势
关于这场战争的起源有几种理论。传统的观点强调巴拉圭总统弗朗西斯科·索拉诺·洛佩斯的政策，他以乌拉圭战争为借口控制了拉普拉塔盆地。这引起了区域霸主巴西和阿根廷的反应，它们对面积小得多的乌拉圭和巴拉圭共和国施加了影响。
这场战争还被归因于南美殖民主义的后遗症，新国家之间的边境冲突，邻国之间争夺拉普拉塔地区战略地位的权力斗争，巴西和阿根廷对乌拉圭内部政治的干涉（这已经导致了拉普拉塔战争），以及索拉诺·洛佩斯帮助他在乌拉圭的盟友（之前被巴西人打败）的努力，以及他的扩张主义野心。
战前，巴拉圭经历了经济和军事的快速增长，这是其贸易保护主义政策的结果，这些政策促进了当地工业的发展（极大地损害了英国对巴拉圭的出口）。巴拉圭强大的军事力量得以发展，是因为巴拉圭的邻国阿根廷和巴西对巴拉圭有领土要求，并希望在政治上主导巴拉圭，就像他们在乌拉圭所做的那样。在卡洛斯·安东尼奥·洛佩斯统治期间，巴拉圭与阿根廷和巴西多次发生边界和关税问题的争端。

### 地区紧张局势
自从巴西和阿根廷独立以来，它们在拉普拉塔河地区争夺霸权的斗争深刻地标志着该地区各国之间的外交和政治关系。
1844年，巴西是第一个承认巴拉圭独立的国家。当时，阿根廷仍然认为它是一个分离的省份。当阿根廷被巴西和巴拉圭共同的敌人胡安·曼努埃尔·德·罗萨斯（1829-1852）统治时，巴西为改善巴拉圭的防御工事和发展巴拉圭军队做出了贡献，并向亚松森派遣了官员和技术援助。
由于内陆地区马托格罗索州与里约热内卢之间没有公路连接，巴西的船需要穿越巴拉圭领土，沿巴拉圭河逆流而上，抵达库亚巴。但是，巴西很难获得亚松森的政府的许可来自由使用巴拉圭河满足其航运需要。

### 乌拉圭的前奏
巴西对政治不稳定的乌拉圭进行了三次政治和军事干预：1851年对曼努埃尔·奥里韦进行干预，以对抗阿根廷在该国的影响力，并结束对蒙得维多的大包围；1855年，应乌拉圭政府和红党领袖维南西奥·弗洛雷斯的要求，进行了第二次干预（红党历来受到巴西帝国的支持）；1864年，对抗了阿塔纳西奥·阿吉雷。最后一次干预导致了巴拉圭战争的爆发。
1863年4月19日，当时是阿根廷军队军官、乌拉圭红党领袖的乌拉圭将军维南西奥·弗洛雷斯入侵乌拉圭，在阿根廷的公开支持下，发动了“自由之星”革命，阿根廷军方为叛军提供了武器、弹药和2000人。弗洛雷斯想要推翻总统贝纳多·贝罗领导的白党政府，:24后者是巴拉圭的盟友。:24
1863年9月6日，巴拉圭总统洛佩斯致函阿根廷政府，要求阿根廷作出解释，但阿根廷方面否认与乌拉圭有任何关系。:24从那时起，巴拉圭开始实行强制服兵役制度；1864年2月，又有6.4万人应征入伍。:24
1864年4月，在自由贸易区开始一年后，巴西部长若瑟·安东尼奥·萨赖瓦率领帝国舰队抵达乌拉圭水域，要求赔偿因与乌拉圭农民发生边界冲突而造成的损失。来自白党的乌拉圭总统阿塔纳西奥·阿吉雷拒绝了巴西的要求，提出了自己的要求，并向巴拉圭请求帮助。为了解决愈演愈烈的危机，索拉诺·洛佩斯主动提出担任乌拉圭危机的调解人，因为他是乌拉圭白朗科斯的政治和外交盟友，但巴西拒绝了他的提议。
乌拉圭北部边境的巴西士兵开始向弗洛雷斯的部队提供帮助，并骚扰乌拉圭军官，而帝国舰队则向蒙得维的亚施加压力。在1864年6月至8月期间，巴西和阿根廷在布宜诺斯艾利斯签署了一项合作条约，以在拉普拉塔盆地危机中相互帮助。
巴西部长萨赖瓦于1864年8月4日向乌拉圭政府发出最后通牒：要么服从巴西的要求，要么巴西军队将进行报复。巴拉圭政府获悉了这一切，并向巴西发出一份电文，其中一部分是这样写的:
巴拉圭共和国的政府将考虑对东方领土的任何占领（即乌拉圭）有可能破坏拉普拉塔国家之间的平衡，而巴拉圭共和国是其安全、和平与繁荣的保障；它以最庄严的方式反对该法案，使自己在今后免除本《宣言》可能产生的一切责任。——巴拉圭总理贝热斯致信巴西部长德利马。1864年8月30日。
巴西政府可能认为巴拉圭的威胁只是外交上的，他们于9月1日作出答复，说“他们永远不会放弃保护巴西人民的生命和利益的义务”。但两天后，巴拉圭政府在其答复中坚称，“如果巴西采取1864年8月30日照会中所抗议的措施，巴拉圭将会陷入使其抗议有效的痛苦境地。”
10月12日，不顾巴拉圭的照会和最后通牒，由若昂·普罗皮西奥·梅纳·巴雷托将军指挥的巴西军队入侵乌拉圭:24，从而标志着敌对行动的开始。巴拉圭对巴西的军事行动始于11月12日，当时，巴拉圭船塔瓜里号劫持了巴西船奥林达号，这艘船曾沿巴拉圭河航行到马托格罗索省，船上有该省新任命的省长。巴拉圭直到1864年12月13日，即巴拉圭入侵巴西马托格罗索省前夕，才正式对巴西宣战。
巴西和乌拉圭之间的冲突在1865年2月得到解决。佩雷拉·平托带来了战争结束的消息，并在巴西里约热内卢得到民众热烈的欢迎，甚至巴西皇帝佩德罗二世发现自己在大街上被成千上万的人群挡住了去路。然而，当报纸开始报道将2月20日的大会描绘成对巴西利益的伤害时，公众舆论迅速转向了更坏的方向，为此内阁受到指责。新任命的塔曼达雷子爵和梅纳·巴雷托（也就是圣加布里埃尔男爵）支持和平协议。不久后，塔曼达雷改变了主意，并对这些指控表示赞同。反对党的一名成员被皇帝和政府当成了替罪羊，被召回首都，蒙受了耻辱。关于《公约》未能满足巴西利益的指控被证明是毫无根据的。帕拉尼奥不仅成功地解决了巴西的所有问题，而且通过阻止数千人的死亡，他获得了一个心甘情愿、心怀感激的乌拉圭盟友，而不是一个心存疑虑、心怀怨恨的盟友。在随后不久与巴拉圭的激烈冲突中，这为巴西提供了一个重要的行动基地。

## 双方军力对比

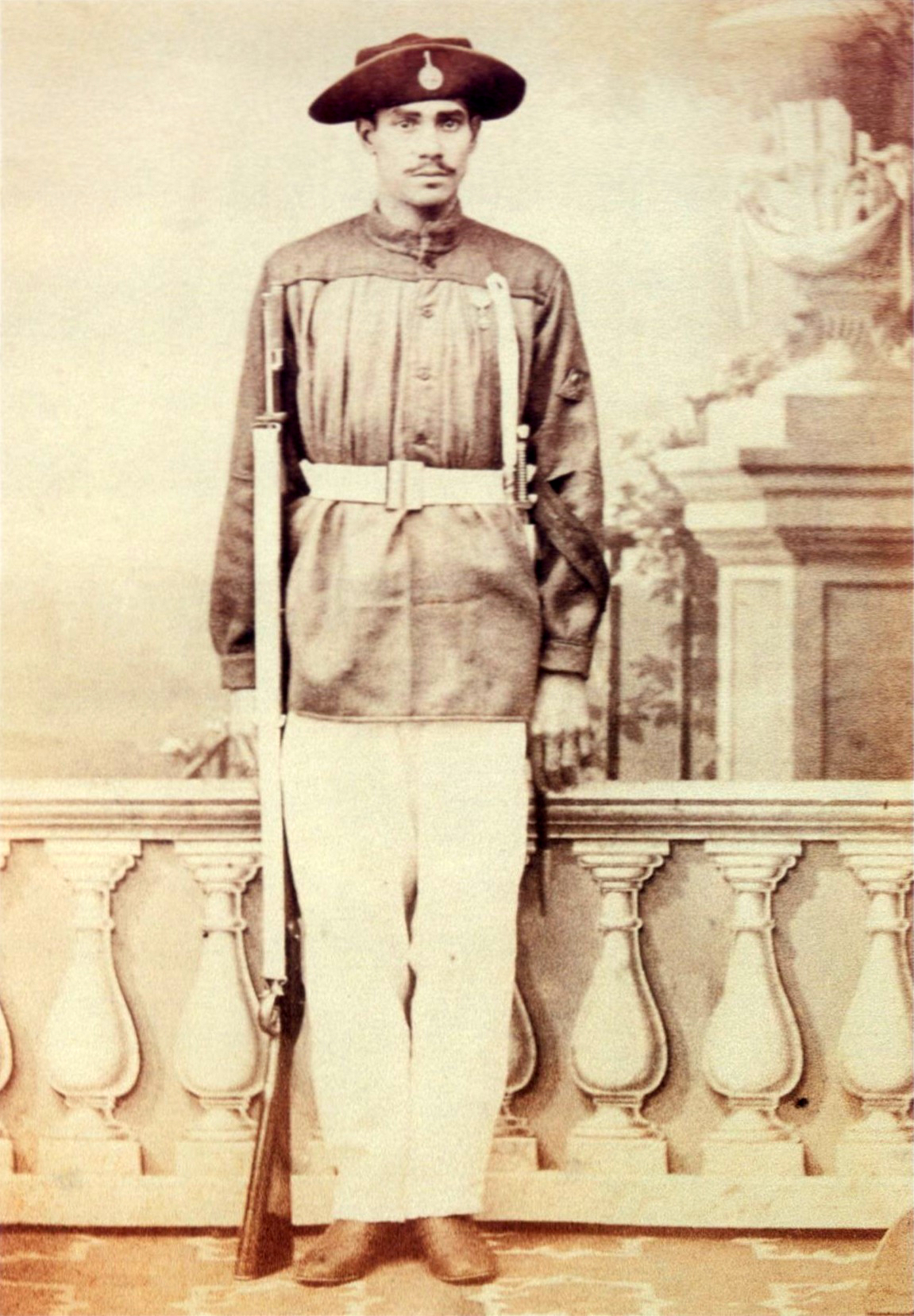
1865年，重装步兵祖国志愿军第一营的一名巴西下士。

### 巴拉圭
根据一些历史学家的说法，巴拉圭战争一开始就有超过60000名训练有素的士兵——其中38000人已经在武装之下——400门大炮，23艘汽船（蒸汽船）和5艘内河航行船只（其中包括塔库亚里炮艇）组成了一个海军中队。
拉普拉塔盆地到里约热内卢地区的交通完全依靠河流，因为那里几乎没有道路。谁控制了河流谁就赢得了战争，所以巴拉圭在巴拉圭河的下游筑起了防御工事。:28–30
然而，最近的研究表明了许多问题。虽然巴拉圭军队在冲突开始时有7万至10万人，但他们的装备很差。大多数步兵装备由不精准的滑膛步枪和卡宾枪组成，装弹速度慢，射程短。炮兵部队也同样薄弱。军官们没有训练或经验，也没有指挥系统，因为所有的决定都是由洛佩斯亲自做出的。食品、弹药和军备匮乏，后勤和医院护理不足或根本不存在。这个约有45万人口的国家无法对抗1100万人口的三国同盟。

### 三国同盟

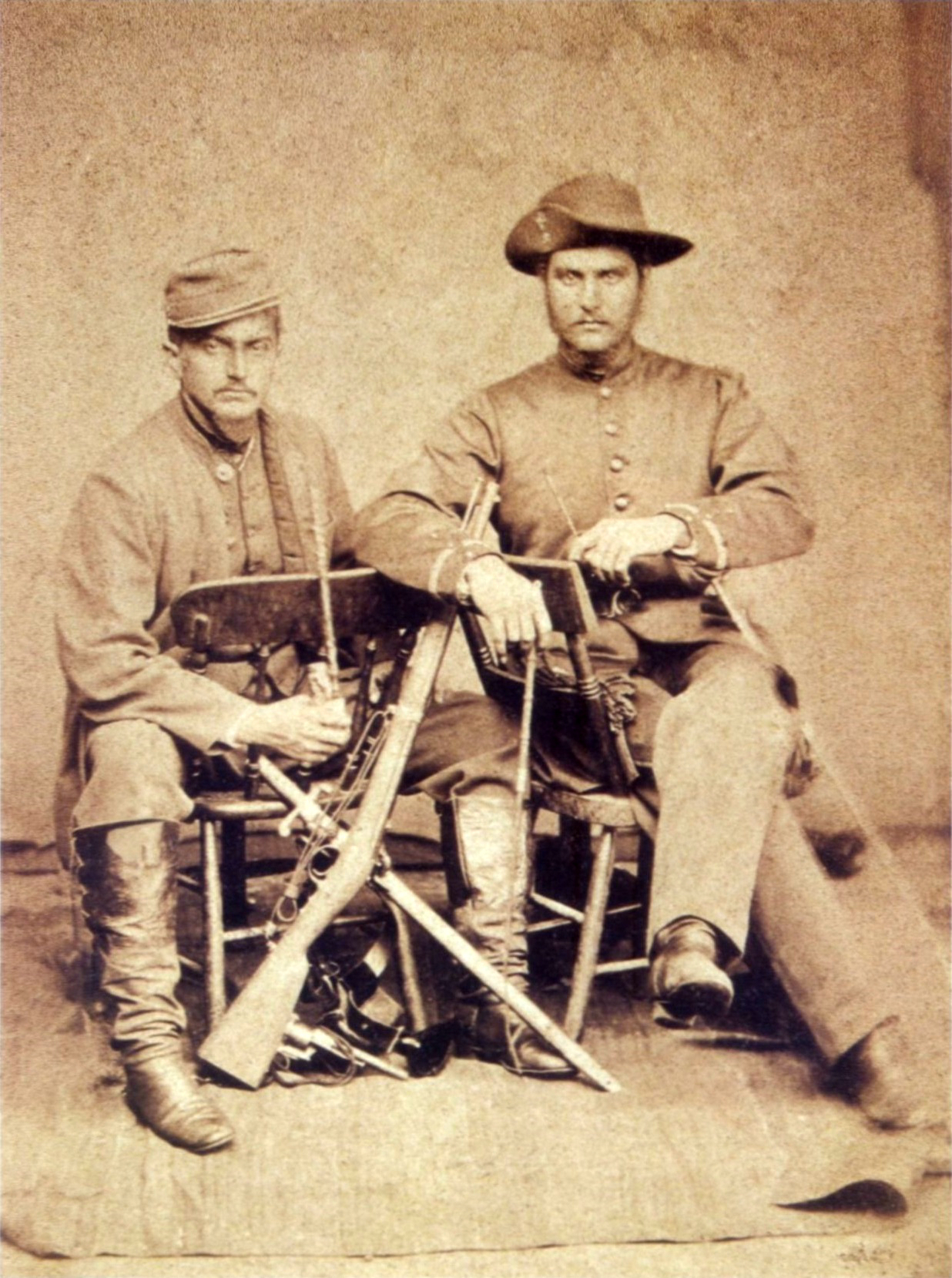
巴西军官

在战争开始时，巴西、阿根廷和乌拉圭的军事力量远远小于巴拉圭。阿根廷有大约8500名正规军和一个由四支蒸汽部队和一支戈莱塔组成的海军中队。乌拉圭参战时只有不到2000人，而且没有海军。在巴西的16000名士兵中，有1万6千名驻扎在南部的部队，但巴西的优势是海军，包括45艘舰艇、239门大炮和约4000名训练有素的船员。骑兵连的一大部分已经驻扎在拉普拉塔盆地，在塔曼达雷侯爵的指挥下，他们在那里对阿吉雷政府进行了干预。
然而，巴西没有准备好打一场战争。它的军队是无组织的。它在乌拉圭使用的部队大多是由高乔人和国民警卫队组成的武装特遣队。尽管一些巴西人对战争的描述将他们的步兵描述为自愿者（Voluntários da Pátria），其他阿根廷修正主义者和巴拉圭人的描述则贬低巴西步兵主要是从奴隶和无地（大部分是黑人）下层阶级中招募的，这些人被许诺可以免费征募土地。这支骑兵是由南里奥格兰德州的国民警卫队组成的。
从1864年到1870年，共有146,000名巴西人参加了这场战争，其中包括1864年驻扎在乌拉圭领土上的10025名陆军士兵、马托格罗索省的2047名军人、55,985名祖国志愿军、60,009名国民警卫队队员、8,570名被释放投入战争的前奴隶以及9,177名海军人员。另有1.8万名国民警卫队士兵留守巴西保卫领土。

## 戰争经过
1864年，巴西出兵乌拉圭帮助红党颠覆了巴拉圭支持的白党政府，巴拉圭与巴西矛盾激化，同年11月小洛佩斯对巴西宣战。巴拉圭军队向阿根廷借道以进攻巴西南部，遭到拒绝，但巴拉圭军队仍于1865年4月强行进入阿根廷领土，于是阿根廷向巴拉圭宣战。5月1日巴西、阿根廷、乌拉圭匆忙签署协议，结成三国同盟以对付巴拉圭并瓜分其领土。

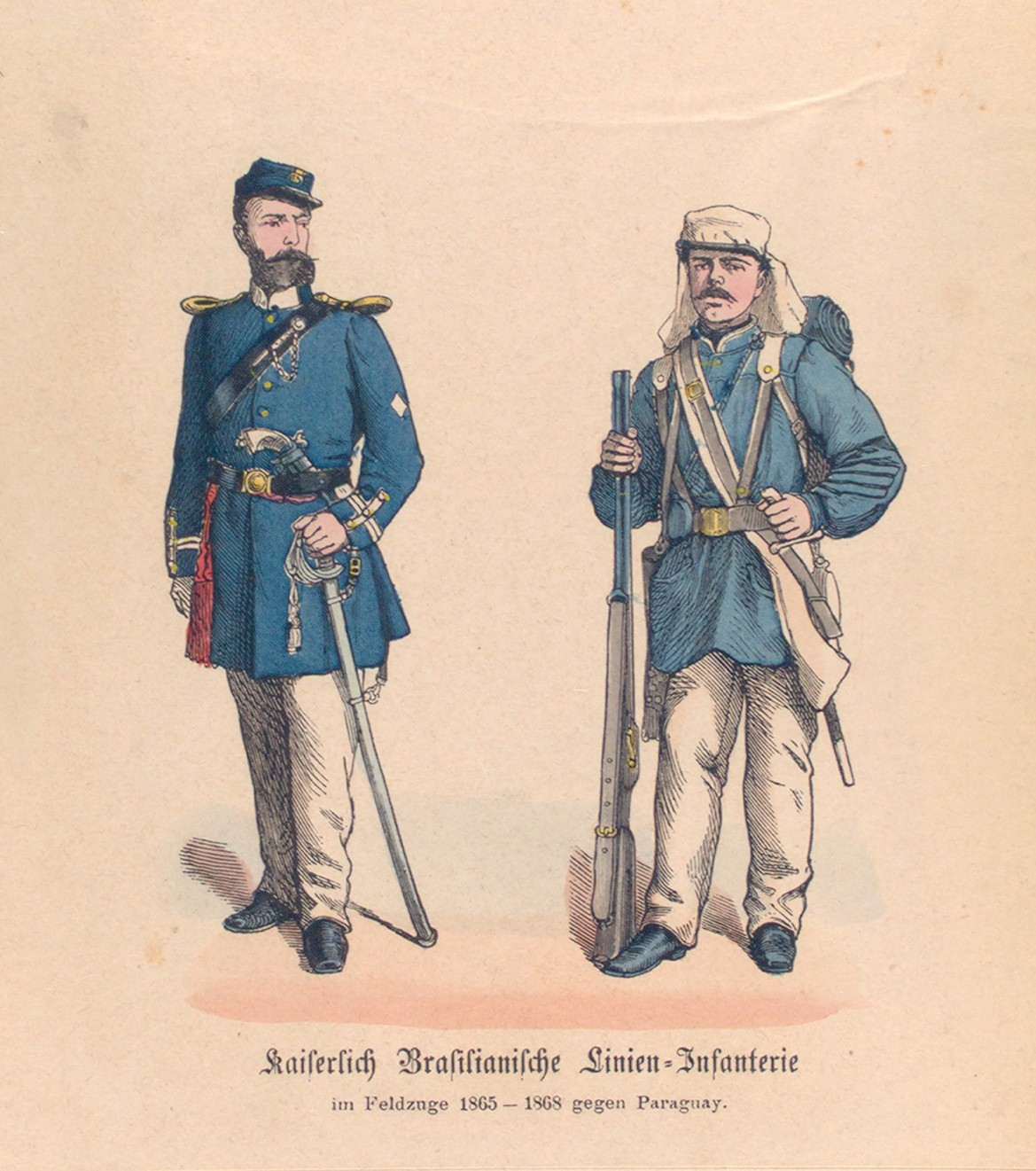
19世紀巴西軍人裝扮

这是一场力量極度悬殊的战争，战争爆发时，巴拉圭总人口只有30-40万，常备军队约2萬8千到5萬7千人，而三国同盟方面，巴西总人口约1000万，军队约1萬7千到2万人（未计入国民卫队）；阿根廷总人口约150万，军队约2萬5千到3萬人；乌拉圭总人口约25-30万，军队最多5000人。
战争开始后小洛佩斯率巴拉圭军队先发制人向阿根廷、巴西发动进攻，但并不顺利，1865年6月，巴拉圭海军与巴西海军在巴拉那河沿岸里亚丘埃洛附近水域的激战中遭遇惨败，巴拉圭与外界的水路联系被切断，9月入侵巴西境内的巴拉圭军队被包围后向同盟军投降，小洛佩斯被迫退却转入防守。
1866年春同盟军攻入巴拉圭境内，5月双方在图尤蒂展开激战，这次战斗的惨烈程度达到了极限，巴拉圭4000人阵亡，7000人受伤；盟军伤亡4000人。该战役被称为南美最大的军事事件。之后，小洛佩斯把儿童和年迈的老人也征入前线，9月同盟军进攻库鲁帕蒂，巴拉圭军队进行顽强的抵抗，盟军伤亡近万后仍无法突破，而巴拉圭伤亡低于百人，让担任统帅的阿根廷总统米特雷颜面扫地。巴西海军将领塔曼达雷被撤职。此后，战争陷入僵局10个月。
由于前线作战的不利，巴西政府任命卡西亚斯为新任统帅，并新征14万人入伍，而巴西的工厂则加班加点，生产军火。1868年5月，卡西亚斯把小洛佩斯包围在乌迈塔要塞。此时，巴拉圭军队已经坚守要塞一年多，食品和武器弹药严重缺乏，小洛佩斯不得已率部突围，同盟军随后夺取了要塞，战至12月，卡西亚斯指挥部队取得数次胜利后，终于攻到巴拉圭首都亚松森城下，1869年1月亚松森被攻陷。小洛佩斯带领残部一路北撤，最后退入东北部山区赛罗考拉继续进行游击战，直到1870年3月1日巴西军队将其击毙，这场战争才得以结束。
1872年1月9日，战争双方签署停战条约，直到1876年同盟国军队才撤出巴拉圭领土。

## 结果

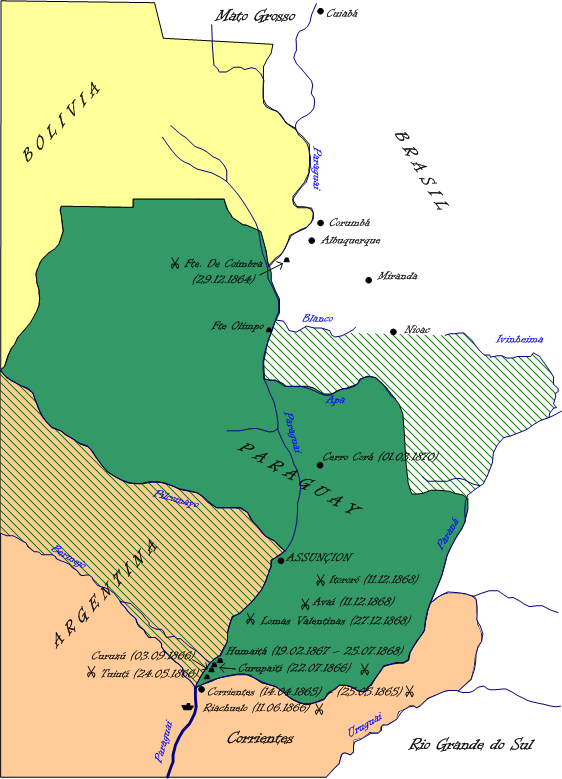
巴拉圭的失土（斜線部）

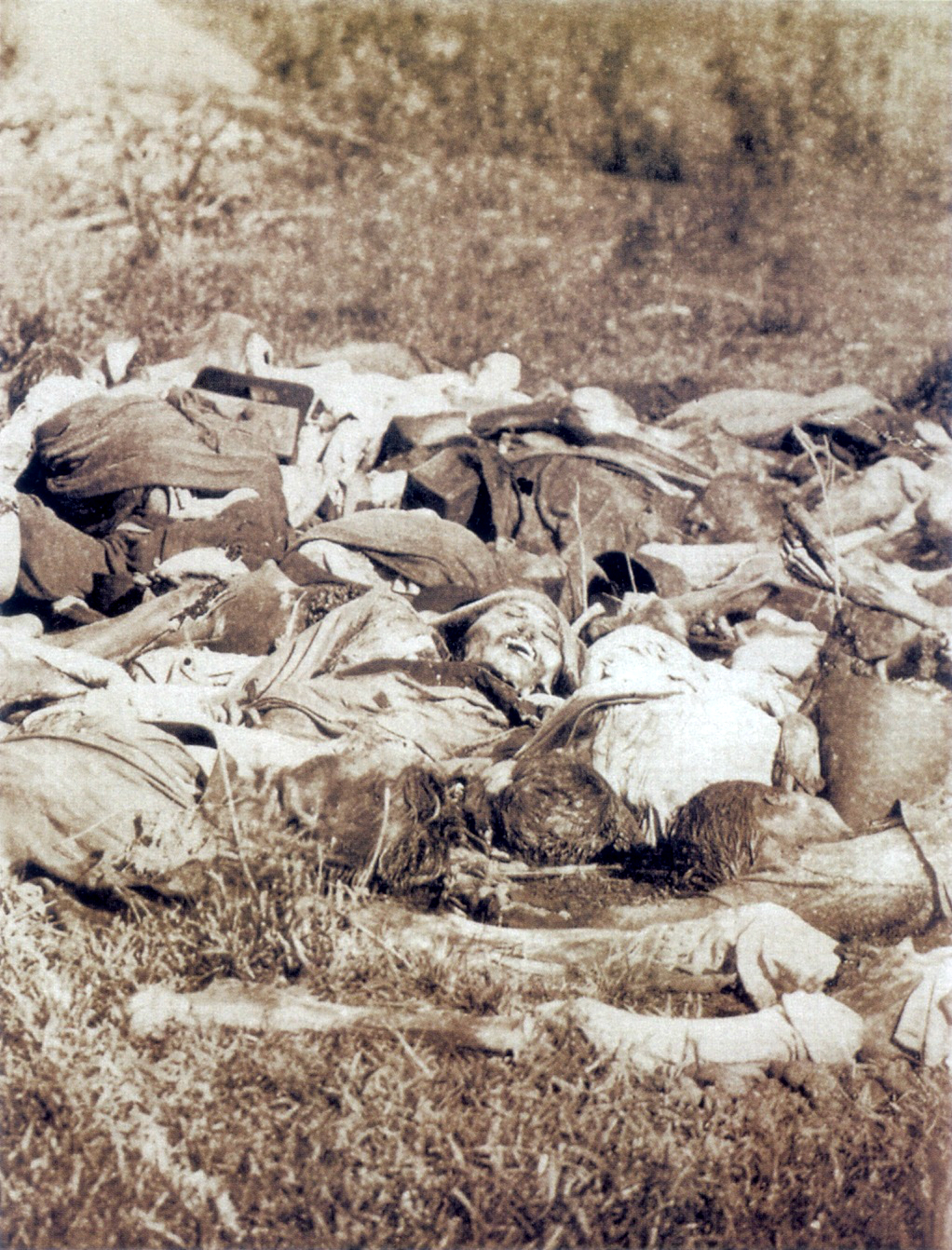
等待掩埋的戰場屍體

巴拉圭战争是南美历史上规模最大、最惨烈的一次战争，通过这次战争巴西和阿根廷瓜分了巴拉圭约11万平方公里国土，而巴拉圭不仅失去了大片国土，其人口亦大为削减。关于巴拉圭的人口损失有很多估算。有资料称死亡人数（战死或病死）占到了战前人口的50%，即20万、30万甚至50万。《巴拉圭简史》又提供了一组不同的数据：1865年人口可能为525000人，1871年为221079人（其中妇女106254人、儿童86079人、男人28746人）。

## 注记
1. ↑  According to historian Chris Leuchars, it is known as "the War of the Triple Alliance, or the Paraguayan War, as it is more popularly termed." See Leuchars 2002，第33頁.